# Leoš Janáček
Leoš Janáček (tjeckiskt uttal: [ˈlɛʔoʃ ˈjanaːtʃɛk] ( lyssna); döpt som Leo Eugen Janáček), född 3 juli 1854 i Hukvaldy i Österrike-Ungern, död 10 augusti 1928 i Ostrava i Tjeckoslovakien, var en tjeckisk tonsättare, musikteoretiker, folklorist, publicist och lärare. Han var inspirerad av mährisk och slavisk folkmusik i sina egna modernistiska kompositioner. Fram till 1895 hängav han sig huvudsakligen åt folkmusikforskning och hans egna tidiga verk var inspirerade av samtida tonsättare som Antonín Dvořák. Hans senare verk innehåller hans tidigare studier av nationell folkmusik i en modern och mycket originell syntes, till en början tydlig i operan Jenůfa, ofta kallad en mährisk nationalopera, som hade premiär 1904 i Brno.
Jenůfa gjorde succé i Prag 1916 och gav Janáček tillträde till världens stora operascener. Hans senare verk är de mest uppskattade, såsom den symfoniska dikten Sinfonietta, den oratorielika Glagolitisk mässa, rapsodin Taras Bulba, två stråkkvartetter, andra kammarmusikverk och operor. Han betraktas, tillsammans med Antonín Dvořák och Bedřich Smetana, som en av de mest betydande tjeckiska tonsättarna.

## Biografi

### Tidigt liv
Janáček var son till skolläraren Jiří Janáček (1815–1866) och Amalie, född Grulichová (1819–1884). Han var ett begåvat barn i en familj som levde i begränsade omständigheter. Hans far ville att han skulle följa familjetraditionen och bli lärare, men gav sig inför Janáčeks uppenbara musikaliska talang. 1865 skrevs Janáček in som elev vid klostret S:t Thomas i Brno, där han deltog i körsång under dirigenten Pavel Křížkovský och ibland också fick spela orgel. En av hans klasskamrater, František Neumann, beskrev senare Janáček som en ”utmärkt pianist, som spelade Beethovensymfonier perfekt, fyrhändigt, med en klasskamrat under Křížkovskýs överinseende”. Křížkovský tyckte att han var en problematisk och egensinnig elev men rekommenderade honom då han sökte till orgelskolan i Prag. Janáček mindes Křížkovský som en utmärkt dirigent och lärare.
Janáček hade från början tänkt att studera piano och orgel, men kom att helt ägna sig åt komponerande. Han skrev sina första körstycken då han 1873–1876 var ledare för kören Svatopluks hantverksförening.
1874 skrevs han in vid Prags orgelskola med František Skuherský och František Blažek som lärare. Hans studietid i Prag var påver; han hade inget piano i sitt rum utan fick nöja sig med en pianoklaviatur ritad på bordsskivan. Han skrev en kritisk artikel om Skuherskýs utförande av den gregorianska mässan i marsnumret 1875 av tidningen Cecilie, som medförde att han relegerades från skolan, men Skuherský mjuknade och den 24 juli 1875 examinerades Janáček med klassens högsta betyg.
Efter att ha återvänt till Brno tjänade han sitt uppehälle som musiklärare och som ledare för olika amatörkörer. Från 1876 undervisade han i musik vid lärarseminariet i Brno. Bland hans elever där fanns Zdenka Schulzová, dotter till Emilian Schulz, seminariets chef. Hon kom senare att bli Janáčeks hustru. 1876 blev han också elev till pianisten Amálie Wickenhauserová-Nerudová, tillsammans med vilken han organiserade kammarmusikkonserter och gav konserter under de följande två åren. I februari 1876 utsågs han till körledare i Beseda brněnská (Filharmoniska sällskapet). Bortsett från ett avbrott 1879–1881 var han kvar som dirigent fram till 1888.

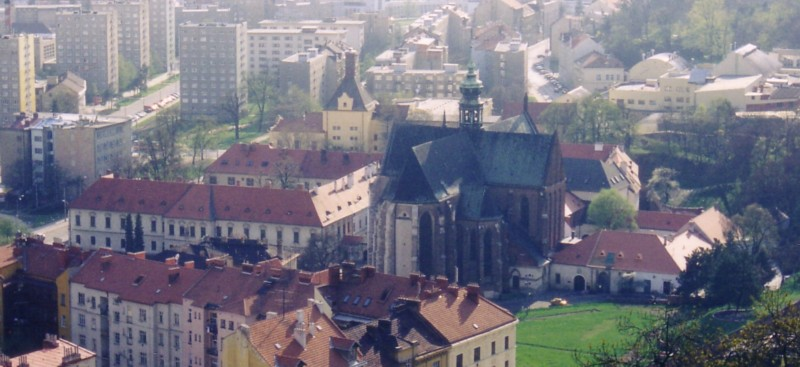
Klostret S:t Thomas i Brno.

Från oktober 1879 till februari 1880 studerade han piano och orgel vid Königliches Konservatorium der Musik zu Leipzig. Där komponerade han Thema con variazioni för piano i B-dur, med undertiteln Zdenkas variationer. Janáček var missnöjd med undervisningen (bland lärarna fanns Oskar Paul och Leo Grill) och då han nekades stipendium för att studera för Saint-Saëns i Paris flyttade han till Hochschule für Musik und darstellende Kunst i Wien där han från april till juni 1880 studerade komposition för Franz Krenn. Han lyckades dölja sitt motstånd mot Krenns nyromantik, men han slutade i pianoklassen för Joseph Dachs och fick vidare ingen pianoundervisning, då han blev kritiserad för sin teknik och sina tolkningar. Han deltog med en violinsonat (förkommen) i en kompositionstävling vid högskolan, men juryn avfärdade den som ”alltför akademisk”. Janáček lämnade musikhögskolan i juni 1880, besviken trots Krenns mycket berömmande personliga intyg. Han återvände till Brno. där han gifte sig den 13 juli 1881 med sin unga elev Zdenka Schulzová.
Janáček utnämndes till direktör för orgelskolan och kvarstod i befattningen till 1919 då skolan blev musikkonservatorium. I mitten av 1880-talet började Janáček komponera mer systematiskt. Bland annat skrev han Fyra sånger för manskör (1886), dedicerade till Antonín Dvořák, och sin första opera, Šárka (1887–1888). Under denna period började han också studera och samla in folkmusik, sånger och danser. I början av 1887 riktade han skarp kritik mot kollegan Karel Kovařovics komiska opera Brudgummarna i en recension i tidningen Hudební listy; han skrev: ”Vilken melodi minns ni? Vilket motiv? Är detta dramatisk opera? Nej, jag skulle skriva på affischen: ’Komedi framförd tillsammans med musik’, eftersom musiken och librettot inte hänger samman.” Janáčeks recension ledde till att de båda tonsättarna kom att ogilla varandra och det blev även yrkesmässiga problem då Kovařovic som chef för Nationalteatern i Prag till en början vägrade att sätta upp Janáčeks opera Jenůfa.
Från det tidiga 1890-talet ledde Janáček huvuddelen av de folkloristiska aktiviteterna i Mähren och Schlesien och använde repertoaren av folksånger och danser i orkester- och pianoarrangemang. Det mesta av hans bedrifter inom området publicerades 1899–1901, men intresset för folkmusik kom att vara livet ut. Hans kompositioner präglades ännu av influenser från den deklamatoriska och dramatiska stilen hos Smetana och Dvořák. Han uttryckte sig väldigt negativt om den tyska nyromantiken hos särskilt Wagner i tidningen Hudební listy som han grundade 1884. Hans andra barn sonen Vladimírs död 1890 följdes av ett försök till en opera, Början av en romans (1891), och kantaten Amarus (1897).

### Senare år
Under 1900-talets första decennium komponerade Janáček kyrkomusik, bland annat Otče náš (Fader vår, 1901) och Zdrávas Maria (Ave Maria, 1904). 1901 kom första delen av hans pianocykel Po zarostlém chodníčku (På en övervuxen stig) och blev gradvis hans mest spelade verk. Under 1902 besökte Janáček Ryssland vid två tillfällen. Första gången tog han med sin dotter Olga till Sankt Petersburg där hon stannade för att studera ryska. Tre månader senare återvände han tillsammans med sin hustru eftersom Olga insjuknat. De tog henne till Brno, men hennes tillstånd försämrades. Janáček skrev om sin smärta i den nya operan Jenůfa där hans lidande med dottern blev Jenůfas lidande. Då Olga dog året därpå dedicerade han operan till hennes minne. Operan hade premiär på Nationalteatern i Brno 1904 och fick ett gott mottagande. Janáček upplevde det dock bara som en provinsiell framgång; han ville bli uppmärksammad också vid den mer inflytelserika Pragoperan, men den refuserades där och det kom att ta tolv år innan den hade premiär i Prag.
Bedrövad och känslomässigt utmattad reste Janáček till kurorten Luhačovice för att vila upp sig. Där mötte han Kamila Urválková, vars kärlekshistoria försåg honom med temat för hans nästa opera, Osud (Ödet). 

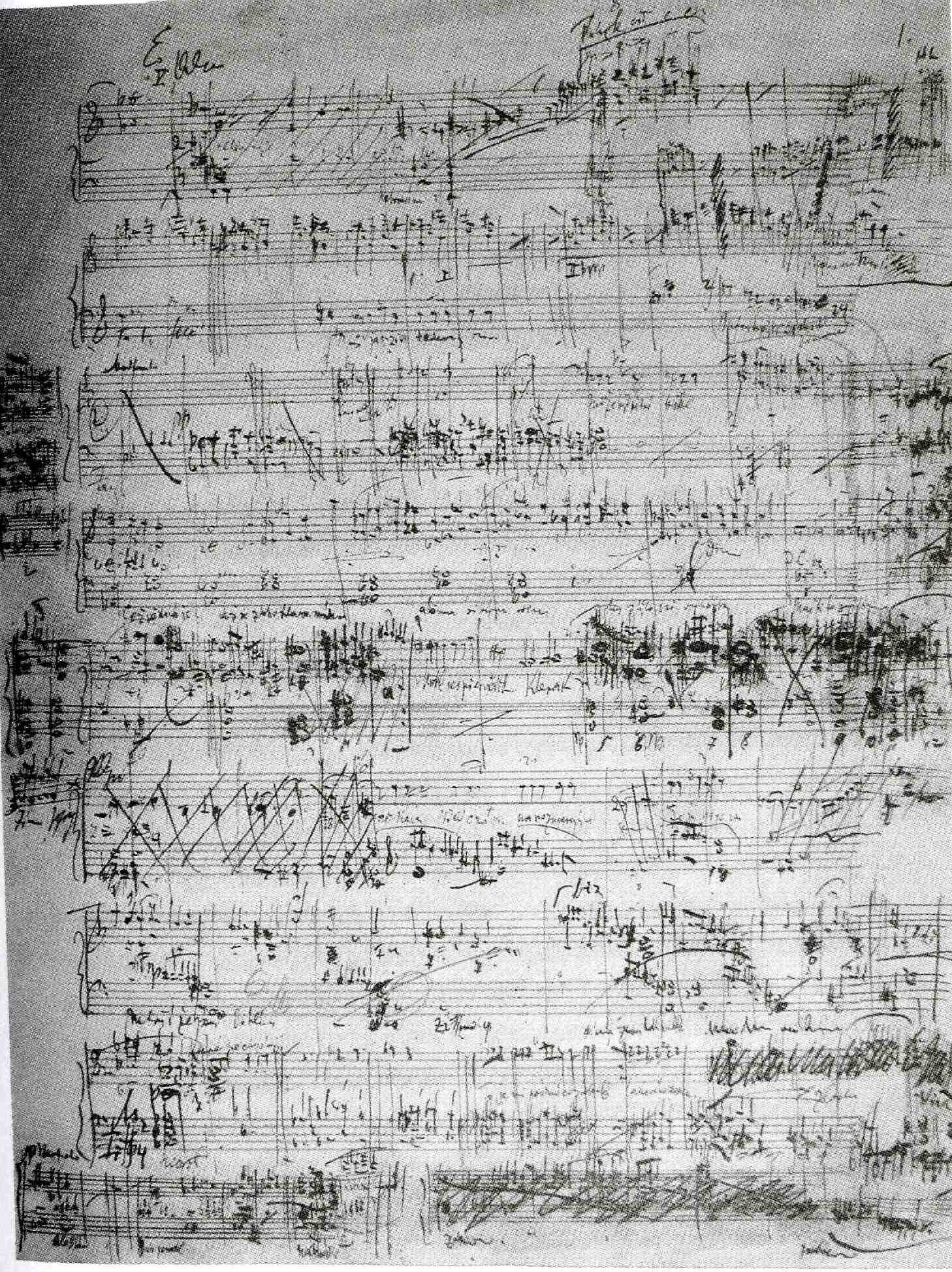
Den enda välbevarade sidan till Janáčeks Jenůfa.

1905 deltog Janáček i en demonstration till förmån för ett universitet i Brno, varvid den unge František Pavlík blev dödad av polisen. Händelsen inspirerade Janáček till pianosonaten Sonata 1. X. 1905 „Z ulice“ (Sonat 1. X. 1905 ”Från gatan”). Incidenten fick honom att än mer stödja det antityska och antiösterrikiska etoset i den ”ryska cirkeln” som han varit med om att grunda 1897, och som kom att bli officiellt förbjuden av den österrikiska polisen 1915. 1906 kontaktade han den tjeckiske poeten Petr Bezruč, som han senare samarbetade med då han skrev flera körstycken till Bezručs poesi. Bland dessa var Kantor Halfar (1906), Maryčka Magdónova (1908) och Sedmdesát tisíc (1909). Janáčeks liv under 1900-talets första decennium var komplicerat, både i privatlivet och yrkeslivet. Han väntade fortfarande på ett konstnärligt erkännande från Prag. En del av sina verk förstörde han medan andra förblev oavslutade. Han fortsatte emellertid att komponera och skapade många enastående körverk, kammarmusik, orkesterverk och operor. Mest uppmärksammade är kantaten Věcné evangelium (Det eviga evangeliet, 1914), Pohádka (Sagor, 1910) för violoncell och piano, pianocykeln V mlhách (I dimman, 1912) och hans första symfoniska dikt Šumařovo dítě (Musikantens barn). Hans femte opera, Výlet pana Broučka do měsíce (Herr Broučeks utflykter) som han skrev mellan 1908 och 1917, har karaktäriserats som ”den mest tjeckiska vad beträffar ämnesval och behandling” av alla hans operor.
1916 inledde han, vad som skulle komma att bli en lång professionell och personlig relation med teaterkritikern, dramatikern och översättaren Max Brod. Samma år sattes till slut operan Jenůfa upp i Prag. Det blev en enorm succé och Janáček fick stort bifall. Han var nu 62 år. Efter Pragpremiären inledde han ett förhållande med sångaren Gabriela Horváthová, som ledde till att hans hustru Zdenka försökte begå självmord och att de informellt separerade. Ett år senare, 1917, mötte han Kamila Stösslová, en ung gift kvinna, 38 år yngre än han, som kom att inspirera honom under resten av hans liv. Han upprätthöll en manisk och, åtminstone från hans sida, passionerad korrespondens med henne som innehöll nära 730 brev. Från 1917 till 1919 skrev han sångcykeln Zápisník zmizelého (En försvunnens dagbok). När han var klar med den påbörjade han sitt nästa ”Kamila”-verk, operan Káťa Kabanová. 

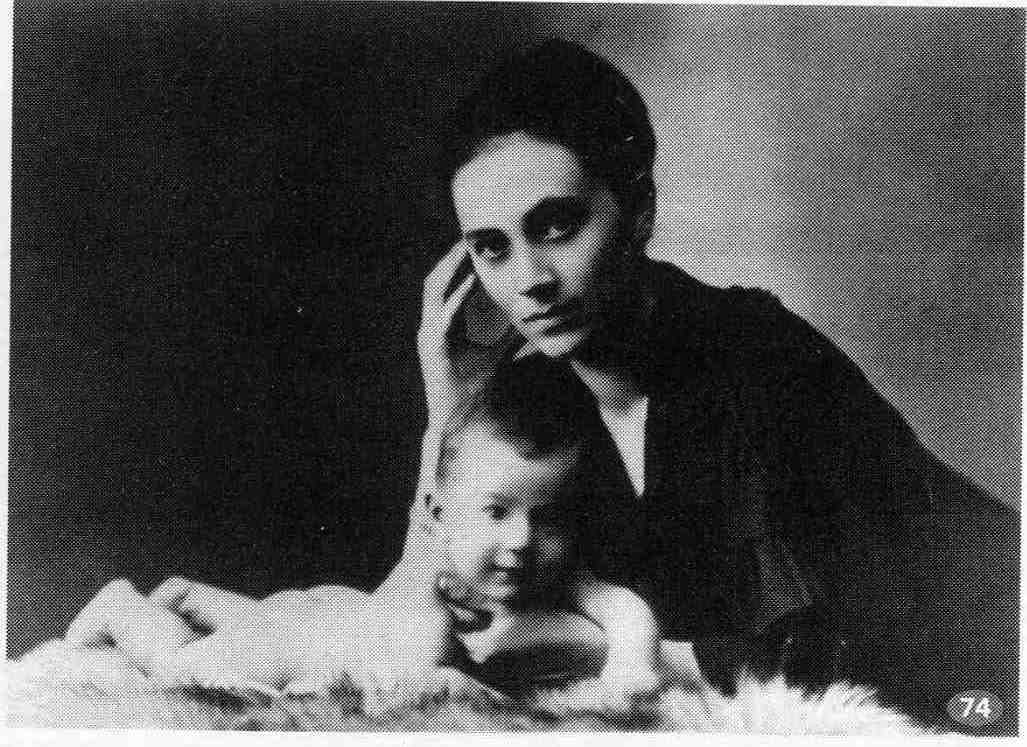
Kamila Stösslová med sin son Otto 1917.

1920 pensionerades Janáček från befattningen som direktör för musikkonservatoriet i Brno, men han fortsatte att undervisa till 1925. 1922 bevistade han en föreläsning av den indiske filosofen och poeten Rabindranath Tagore och använde sedan en Tagore-text till körverket Potulný sílenec (Den vandrande dåren). Senare samma år stötte han på de mikrotonala verken av Alois Hába. I början på 1920-talet fullbordade han sin opera Příhody Lišky Bystroušky (Den listiga lilla räven), som var inspirerad av en följetong i tidningen Lidové noviny. 
Till Janáčeks 70-årsdag gav Max Brod ut hans biografi och han intervjuades av Olin Downes för New York Times. År 1925 utnämndes han till det nyligen grundade Masarykuniversitetets förste hedersdoktor. Våren 1926 skapade han det monumentala orkesterverket Sinfonietta, med dess karaktäristiska inledande bleckblåsfanfar, som snabbt blev en stor framgång över hela världen. Samma år reste han till England inbjuden av Rosa Newmarch. Ett stort antal av hans verk spelades i London, bland andra den första stråkkvartetten, blåsarsextetten och hans violinsonat. Kort därefter började han skriva på musik till en gammal kyrkslavisk text. Resultatet därav blev den storskaliga Glagolská mše (Glagolitisk mässa). Janáček var ateist och kritisk till den organiserade kyrkan, men religiösa teman dyker ständigt upp i hans verk. Den glagolitiska mässan var delvis inspirerad av ett förslag från en prästvän och delvis av att Janáček ville fira minnet av den tjeckoslovakiska självständigheten. 1927, det år då Sinfoniettan hade premiär i New York, Berlin och Brno, påbörjade han sitt sista operaverk, Z mrtvého domu (Döda huset), vars tredje akt hittades på hans skrivbord efter hans död. I januari 1928 påbörjade han sin andra stråkkvartett, Intima brev, hans ”kärleksmanifest”. Under tiden spelades hans Sinfonietta i London, Wien och Dresden. Under sina sista år blev den alltjämt aktive Janáček en internationell celebritet. Han blev ledamot av Akademie der Künste i Berlin 1927, tillsammans med Arnold Schönberg och Paul Hindemith. Hans operor och andra verk framfördes äntligen på scener runt om i världen, men Döda huset kom att ha premiär först efter hans död. I augusti 1928 gjorde han en utflykt till Štramberk med Kamila Stösslová och hennes son Otto, men fick en förkylning som utvecklades till lunginflammation. Han dog den 10 augusti i Ostrava på Dr L. Kleins sanatorium. Han fick en stor offentlig begravning till musiken ur sista scenen i Den listiga lilla räven och begravdes på den centrala kyrkogården i Brno.

## Personlighet

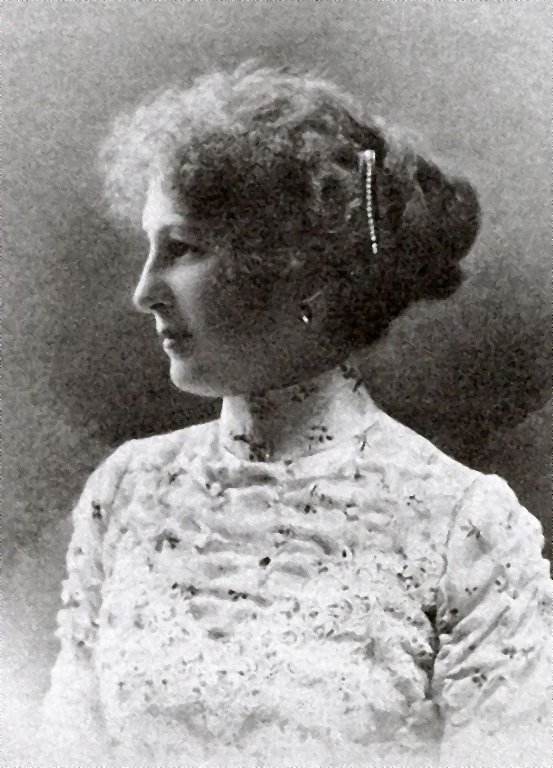
Janáčeks dotter Olga Janáčková.

Janáčeks liv var fyllt av arbete. Han ledde organistskolan, var lärare vid lärarseminariet och gymnasiet i Brno, samlade sitt föreläsningsmaterial och komponerade. Från tidiga år ansåg han sig vara individualist och hans tydligt deklarerade åsikter ledde ofta till konflikter. Han kritiserade utan att tveka sina lärare som såg honom som en trotsig och antiauktoritär elev. Hans egna elever ansåg honom sträng och oeftergivlig. En av hans elever, Vilém Tauský, beskrev möten med Janáček som något plågsamma för den som inte var van vid hans personlighet, och noterade att Janáčeks karaktäristiska staccaterade tal återkom i några av hans operaroller. På grund av kritik avgick han 1881 som ledare för Filharmoniska sällskapet (Beseda brněnská), men efter en snabb nedgång i körens kvalitet återanställdes han året därpå.
Hans äktenskap, lugnt och tryggt de första åren, blev alltmer spänt och svårt efter hans dotter Olgas död. Åratal av ansträngningar i obemärkthet krävde sin tribut och var nära att ta död på hans ambitioner som tonsättare. 
| ”              | Jag var fullkomligt tillintetgjord, mina egna studenter gav mig råd om hur jag skulle skriva, hur jag skulle ge röst åt orkestern. | „ |
| – Leoš Janáček | |   |

Succén 1916, då Kovařovic slutligen bestämde sig för att sätta upp Jenůfa i Prag – medförde nya problem. Janáček gick motvilligt med på de ändringar man tvingade honom att göra i verket. Jenůfa medförde att han kom in i Prags musikliv. Han uppmärksammades av sopranen Gabriela Horvátová, som vägledde honom genom societeten. Janáček var förtrollad av henne. Då han återvände till Brno förefaller han inte ha dolt sin nya passion för hustrun, som reagerade med att försöka begå självmord. Janáček blev rasande på hustrun och försökte få till stånd en skilsmässa, men passionen för Horvátová svalnade. Hustrun Zdenka, som var angelägen om att undvika en offentlig skandal, övertalade honom att gå med på en inofficiell skilsmässa. Fram till Janáčeks död levde de separerade i samma hushåll.
1917 inleddes hans livslånga inspirerande och obesvarade passion för Kamila Stösslová, som varken sökte eller avvisade hans beundran. Janáček bad att få tilltala henne med förnamn i deras brev. 1927 gav hon med sig och undertecknade ett brev med ”Tvá Kamila” (Din Kamila) – ett brev som Zdenka hittade. Detta avslöjande orsakade ett gräl mellan makarna men deras arrangemang ändrades inte – Janáček verkar ha övertalat henne att stanna. Samma år som han dog, 1928, avsåg Janáček att ge publicitet åt sina känslor för Stösslová, vilket Max Brod dock avrådde honom från. Janáčeks samtida beskrev honom som opålitlig och reserverad, men förmögen till passionerad besatthet för dem han älskade. Hans överväldigande passion för Stösslová var allvarlig, men gränsade till självutplånande. Deras brev är en viktig källa för att förstå Janáčeks konstnärliga intentioner och inspiration. Hans brev till sin lidande hustru är däremot triviala. Zdenka förstörde troligen sina brev till maken efter hans död. Endast några vykort finns bevarade.

## Musikalisk stil
1874 blev Janáček vän med Antonín Dvořák och började komponera i en tämligen traditionell romantisk stil. Efter operan Šárka (1887–1888) började han använda influenser av mährisk och slovakisk folkmusik i sina verk. Hans användande av rytm, satsmelodi och tonfall hämtade från vanlig talad tjeckiska gav särskilt anmärkningsvärda vokala melodier i operan Jenůfa (1904). I operan utvecklade han och använde idén med ”talade melodier” för att bygga en unik dramatisk stil oberoende av den Wagnerianska dramatiska metoden. Han studerade hur satsmelodi med mera förändrades beroende på talarens psyke och temperament och hur det påverkade talet. Detta renderade i dramatiska trovärdiga roller i hans mogna operor och kom att bli ett av de mest signifikanta dragen i hans stil. Janáček gick mycket längre än Musorgskij och han till och med förebådade Béla Bartóks senare verk. Den stilistiska grunden lägger han 1904–1918, men Janáček komponerade merparten av sina verk – och de mest välkända – under det sista decenniet av sitt liv.
Många av Janáčeks verk uppvisar stor originalitet och personlighet. De innehåller en väldigt generös syn på tonalitet. Han använder egenartade ackordplaceringar och strukturer och ofta modalitet. 
| ” | Det finns ingen musik utan tonart. Atonaliteten upphäver den bestämda tonarten och sålunda den tonala modulationen […] folkmusiken känner inte till atonalitet. | „ |

Janáček skapar ackompanjemangsfigurer och mönster med, enligt Jim Samson, ”den pågående rörelsen i hans musik […] likaså uppnådd genom okonventionella metoder; ofta en presentation av korta ’oavslutade’ fraser som består av ständiga upprepningar av korta motiv som samlar kraft på ett tilltagande sätt.” Janáček kallade i sina musikteoretiska verk dessa motiv ”sčasovka”. Ordet är svåröversatt och John Tyrrell, specialist på Janáčeks musik, beskriver det som ”en liten gnutta tid, ett slags musikkapsel, som Janáček ofta använde i långsam musik som ett hastigt motiv med påfallande karaktäristisk rytm och med uppgift att krydda det musikaliska flödet.” Hans bruk av dessa upprepade motiv visar på en indirekt likhet med minimalistiska tonsättare (Charles Mackerras kallade Janáček ”den första minimalistiska tonsättaren”).

## Arv till eftervärlden

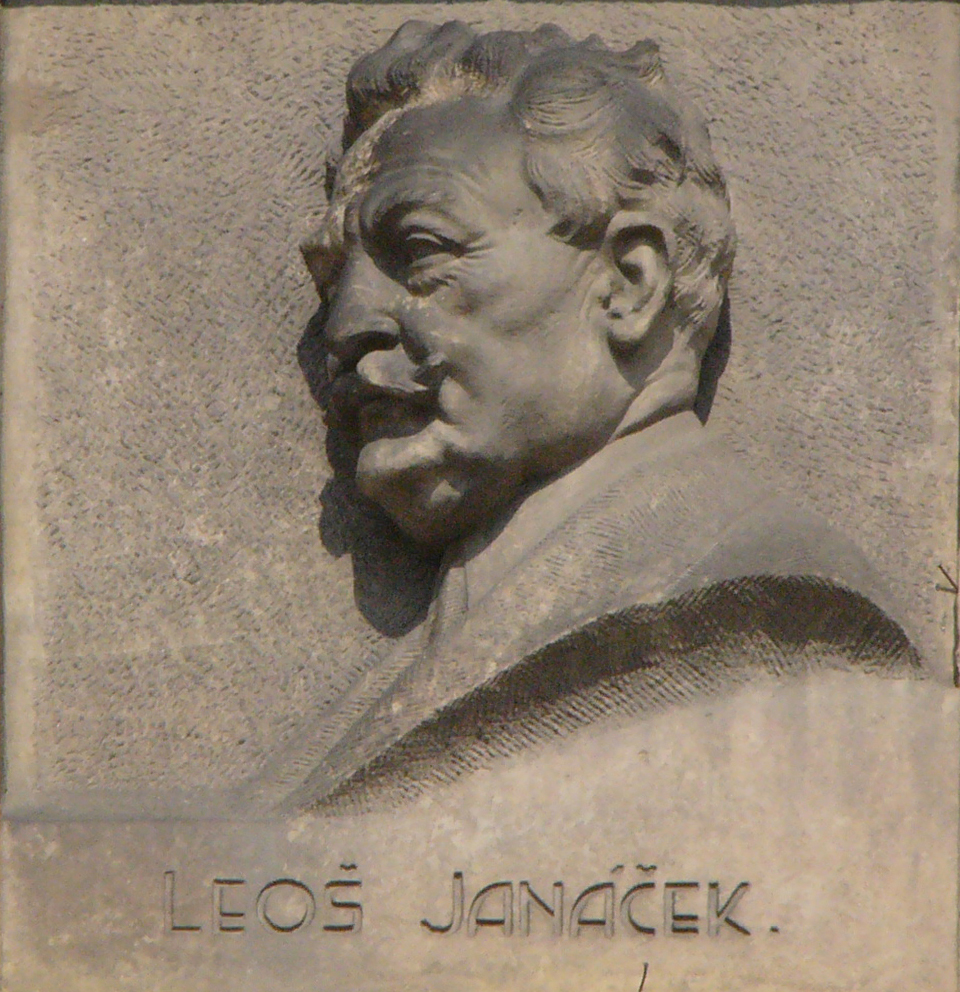
Relief föreställande Leoš Janáček i Olomouc, utförd av Julius Pelikán.

Janáček tillhör en våg av 1900-talstonsättare som sökte större realism och större kontakt med vardagsliv, kombinerat med ett mer allomfattande bruk av musikaliska resurser. Särskilt i sina operor uppvisar han en användning av melodilinjer som bygger på det talade språket, folkligt och traditionellt material, samt komplexa modala musikaliska handlingar. Janáčeks musik framförs ännu regelbundet runt om i världen och är allmänt ansedd som publikvänlig. Han inspirerar också senare tonsättare i sitt hemland, och musikteoretiker, bland dem Jaroslav Volek, att visa på betydelsen av en modal utveckling vid sidan av harmoniken.
Operorna från hans mogna period, Jenůfa (Jenufa, 1904), Káťa Kabanová (Katja Kabanova, 1921), Příhody lišky Bystroušky (Den listiga lilla räven, 1924), Věc Makropulos (Testamentet, 1926) och Z mrtvého domu (Döda huset, efter en roman av Fjodor Dostojevskij och uruppförd postumt 1930), anses vara hans bästa verk.
Hans produktion av kammarmusik är inte särdeles stor, men innehåller verk som kan sägas tillhöra standardrepertoaren bland 1900-talsklassikerna, särskilt hans två stråkkvartetter. Milan Kundera kallade dessa tonsättningar kulmen på Janáčeks verk.
Vid festivalen för nutida musik i Frankfurt am Main 1926 uruppförde pianisten Ilona Štěpánová-Kurzová Janáčeks Concertino för piano, två violiner viola, klarinett, horn och fagott. Det tjeckiska uruppförandet ägde rum i Brno den 16 februari 1926. Ett liknande verk för en ännu ovanligare instrumentkombination, Capriccio för piano (vänster hand), flöjt, två trumpeter, tre tromboner och tenortuba, skrevs för pianisten Otakar Hollmann som förlorade sin högra hand i första världskriget. Det uruppfördes den 2 mars 1928 i Prag.
Andra välkända verk är Janáčeks Sinfonietta, hans Glagolitiska mässa till text på kyrkslaviska och rapsodin Taras Bulba. Dessa verk och de fem ovan nämnda operorna skrevs alla under Janáčeks sista tio år av sitt liv.
Janáček grundade en kompositionsskola i Brno. Bland hans mest kända elever finns Jan Kunc, Václav Kaprál, Vilém Petrželka, Jaroslav Kvapil, Osvald Chlubna, Břetislav Bakala och Pavel Haas. Inte någon av hans elever imiterade eller utvecklade hans stil, vilket innebär att det inte finns någon egentlig efterföljare i stilistiskt hänseende. Enligt Milan Kundera utvecklade Janáček en personlig modern stil relativt isolerad från samtida modernistiska rörelser trots nära kontakter med den samtida europeiska musiken. Hans väg mot den ”innovativa modernismen” under de senare åren var lång och ensam och han nådde en helt individuell prägel i 50-årsåldern.
Sir Charles Mackerras, den australiske dirigenten som uppfört många av Janáčeks verk, beskriver hans stil som ”[…] fullkomligt ny och originell, annorlunda jämförd med allt annat […] omöjlig att sätta en etikett på”. Enligt Mackerras skiljer sig Janáčeks användning av heltonsskalor från Debussys, den förres inspiration från folkmusik är helt annorlunda än Dvořáks och Smetanas och hans karaktäristiska komplexa rytmer liknar påminner inte om den unge Stravinskijs teknik.
Den franske tonsättaren och dirigenten Pierre Boulez, som också tolkat många av Janáčeks operor och orkesterverk, kallade musiken förvånansvärt modern och fräsch. ”Dess repetitiva puls varierar genom förändringar i rytm, ton och riktning”. Han beskriver operan Döda huset som ”[…] primitiv, i ordets bästa mening, men också stark som målningar av Léger, där den rudimentära karaktären medför en sorts mycket kraftigt uttryck”.
Janáčeks liv har skildrats i många filmer. 1974 gjorde Eva Marie Kaňková en kort dokumentär, Fotograf a muzika (Fotografen och musiken), om den tjeckiske fotografen Josef Sudek och hans relation till Janáčeks musik. 1986 gjorde den tjeckiske regissören Jaromil Jireš Lev s bílou hřívou (Lejonet med den vita manen), som skildrade den amorösa inspirationen bakom Janáčeks verk. Hledání Janáčka (På spaning efter Janáček) är en tjeckisk dokumentär från 2004 av Petr Kaňka, som gjordes till 150-årsminnet av Janáčeks födelse. En tecknad version av Den listiga lilla räven gjordes 2003 av BBC (med titeln The Cunning Little Vixen), med musiken framförd av Deutsches Symphonie-Orchester Berlin under ledning av Kent Nagano.
Asteroiden 2073 Janáček är uppkallad efter honom.

## Kritik

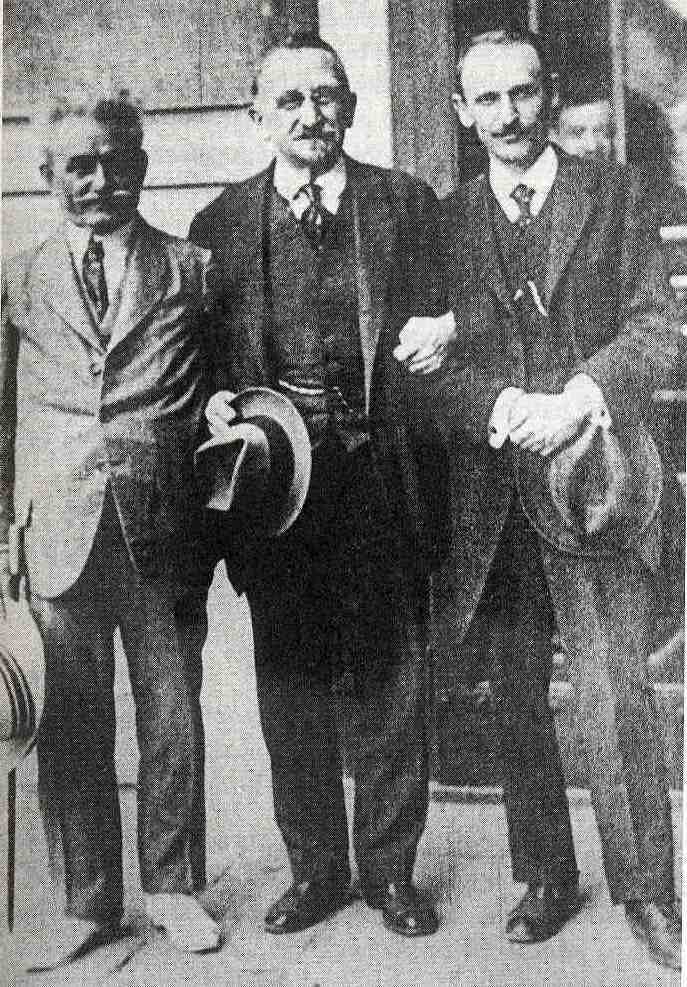
Leoš Janáček, Karel Kovařovic och Jan Kunc sommaren 1917.

Vid 1900-talets början var den tjeckiska musikvetenskapen starkt influerad av romantiken, särskilt av Wagner och Smetana. Uppförandepraxisen var konservativ och aktivt motståndare till stilistisk förnyelse. Under hela sitt liv fanns sig Janáček motvilligt i Karel Kovařovics ominstrumentering av Jenůfa. Särskilt påtaglig var denna i finalen där Kovařovic lade till en mer praktfull klang med trumpeter och horn samt dubblerade några stämmor för att förstärka Janáčeks ”bleka” instrumentation. Charles Mackerras ”restaurerade” senare partituret och Jenůfa framförs i dag enligt tonsättarens ursprungliga intentioner.
En betydande tjeckisk musikolog, Zdeněk Nejedlý, var en stor beundrare av Smetana. Han blev senare kommunistisk kulturminister och dömde ut Janáček som en som samlade mycket material, men som var oförmögen att göra något av det. Han kallade Janáčeks musikaliska stil ”icke levande” och hans operamässiga duetter för ”talade melodier” utan polyfon styrka. Nejedlý ansåg att Janáček snarast var en amatöristisk tonsättare, vars musik inte kunde jämföras med Smetanas. Enligt Charles Mackerras försökte han förstöra Janáčeks karriär. Josef Bartoš, den tjeckiske esteten och musikkritikern, kallade Janáček för en ”musikalisk excentriker” som klamrade sig fast vid en ofullgången improvisatorisk stil. Bartoš uppskattade dock delar av Janáčeks verk och dömde honom mindre hårt än Nejedlý.
Janáčeks vän och medarbetare Václav Talich, tidigare chefsdirigent för Tjeckiska filharmonien, justerade ibland Janáček noter, framför allt instrumentationen och dynamiken, och han fick utstå viss kritik för detta.
Talich instrumenterade om Taras Bulba och sviten ur Den listiga lilla räven och försvarade det med att ”det inte gick att framföra den i Nationalteatern i Prag om den inte instrumenterades om helt”. Talichs bearbetning snarast försvagade Janáčeks specifika klang och kontraster, men kom att vara standardversion under många år.
Charles Mackerras började forska i Janáčeks musik under 1960-talet och återställde successivt tonsättarens partitur. En urtext-utgåva av Janáčeks musik har publicerats av tjeckiska Editio Janáček.

## Inspirationskällor

### Folkmusik
Janáček var mycket influerad av folkmusik, i synnerhet mährisk musik, men inte av den populariserade, idealiserade 1800-talsvarianten. Han hade en realistisk, deskriptiv och analytisk inställning till materialet. Han skrev pianoackompanjemang till över 150 sånger och närmade sig originalen med respekt för den ursprungliga kontexten. Därtill använde han folkmusik i sina egna verk, särskilt i de senare.
Inom det här området var Janáček inte imiterande. Han utvecklade istället en ny estetik som grundade sig på hans studier av folkmusikens fundament. Genom att systematiskt notera folkmusiken så som han hörde den, utvecklade han en särskild känslighet för talets rytm och melodi. Från sina anteckningar samlade han särskilt utpräglade segment som han kallade ”talmelodier”. Han använde denna essens av det talade språket i sina vokala och instrumentala verk. Rötterna till hans musikaliska stil, kännetecknade av det mänskliga talets melodier, kommer från folkmusikens värld.

### Ryssland
Ett annat viktigt element i Janáčeks inspiration var hans stora förkärlek för Ryssland och rysk kultur, ett intresse som han behöll livet ut.
I Prag lyssnade han 1888 till en konsert med musik av Pjotr Tjajkovskij och träffade också den äldre kollegan. Janáček var en stor beundrare av Tjajkovskij och var särskilt förtjust i dennes högt utvecklade tankar kring musik i samband med bruket av ryska folkliga motiv. Det ryska inflytandet på Janáčeks musik gör sig särskilt påmint i hans senare kammarmusik, de symfoniska verken och operorna. Han följde uppmärksamt utvecklingen inom den ryska musiken från tidiga år och 1896 grundade han, efter sitt första besök i Ryssland, en ”rysk cirkel” i Brno. Han läste ryska författare på originalspråket och litteraturen gav honom en enorm källa till inspiration, även om han inte blundade för de samhälleliga problemen i Ryssland.
Han var 22 år då han skrev sin första komposition baserad på ett ryskt tema, en melodram, Död, skriven till en text av Michail Lermontov. I sina senare verk använde han ofta litterära modeller där handlingen hade skarpa konturer. 1910 inspirerade honom Vasilij Zjukovskijs Sagan om tsar Berendei att skriva Pohádka (Sagor) för violoncell och piano. Han skrev Taras Bulba (1918) till Nikolaj Gogols novell och fem år senare, 1923, skrev han sin första stråkkvartett till Lev Tolstojs Kreutzersonaten. Två av hans senare operor byggde på ryska teman, Katja Kabanova och Den dödes hus som omvandlar Dostojevskijs syn på världen till ett spännande kollektivt drama.

### Andra tonsättare
Janáček var även en stor beundrare av Dvořák, vilken han också tillägnade några av sina verk. Han arrangerade några av Dvořáks Mähriska duetter för blandad kör och pianoackompanjemang. I början av 1900-talet ökade hans intresse för andra europeiska tonsättares musik. Hans opera Osud (Ödet) var ett svar på ett annat betydande och berömt verk i dåtidens Böhmen, operan Louise av den franske komponisten Gustave Charpentier.
Influenserna från Giacomo Puccini framträder tydligt i Janáčeks senare verk, till exempel i Katja Kabanova. Trots att han noga följde den europeiska utvecklingen förblev kopplingen till tjeckiska och slaviska teman stark i hans operor.

## Musikteori

### Musikvetenskap
Under en period om 50 år (1877–1927) skrev Janáček essäer och artiklar i musikteoretiska ämnen. Han skrev och gav ut tidningen Hudební listy och bidrog i flera andra facktidskrifter såsom Cecílie, Hlídka och Dalibor. Han fullbordade också flera omfattande arbeten som Úplná nauka o harmonii (Den kompletta harmoniläran), O skladbě souzvukův a jejich spojův (Om konstruktionen av ackord och deras samband) och Základy hudebního sčasování (Grunderna för sčasování).
I sina essäer och böcker undersökte han olika musikaliska ämnen, former, melodi- och harmoniteorier, två- och treklanger och kontrapunkt och hängav sig åt studiet av mental komposition. Hans teoretiska verk betonar den tjeckiska termen ”sčasování”, Janáčeks speciella ord för rytm, som har en relation till tid (”čas” på tjeckiska), och användningen av tiden i kompositioner.  Han särskiljer olika typer av rytm (sčasovka):  znící (ljudande) – avseende alla rytmer –, čítací (räknande) – avseende mindre enheter som stakar ut rytmens kurs – och scelovací (summerande) – ett långt värde som inbegriper längden på en rytmisk enhet. Janáček använde ofta en kombination av dessa i sina verk.

### Övriga skrifter
Janáček litterära gärning illustrerar på ett betydelsefullt sätt hans liv, offentliga arbete och konstnärskap mellan 1875 och 1928. Han publicerade sig inte bara i musiktidskrifter utan skrev också essäer, rapporter, recensioner, följetonger, artiklar och böcker – sammanlagt cirka 380 verk. Hans skrivande varierade över tiden och i olika genrer. Det teoretiska och forskningsbetonade arbetet var dock det som intresserade honom mest.

## Folkmusikforskning

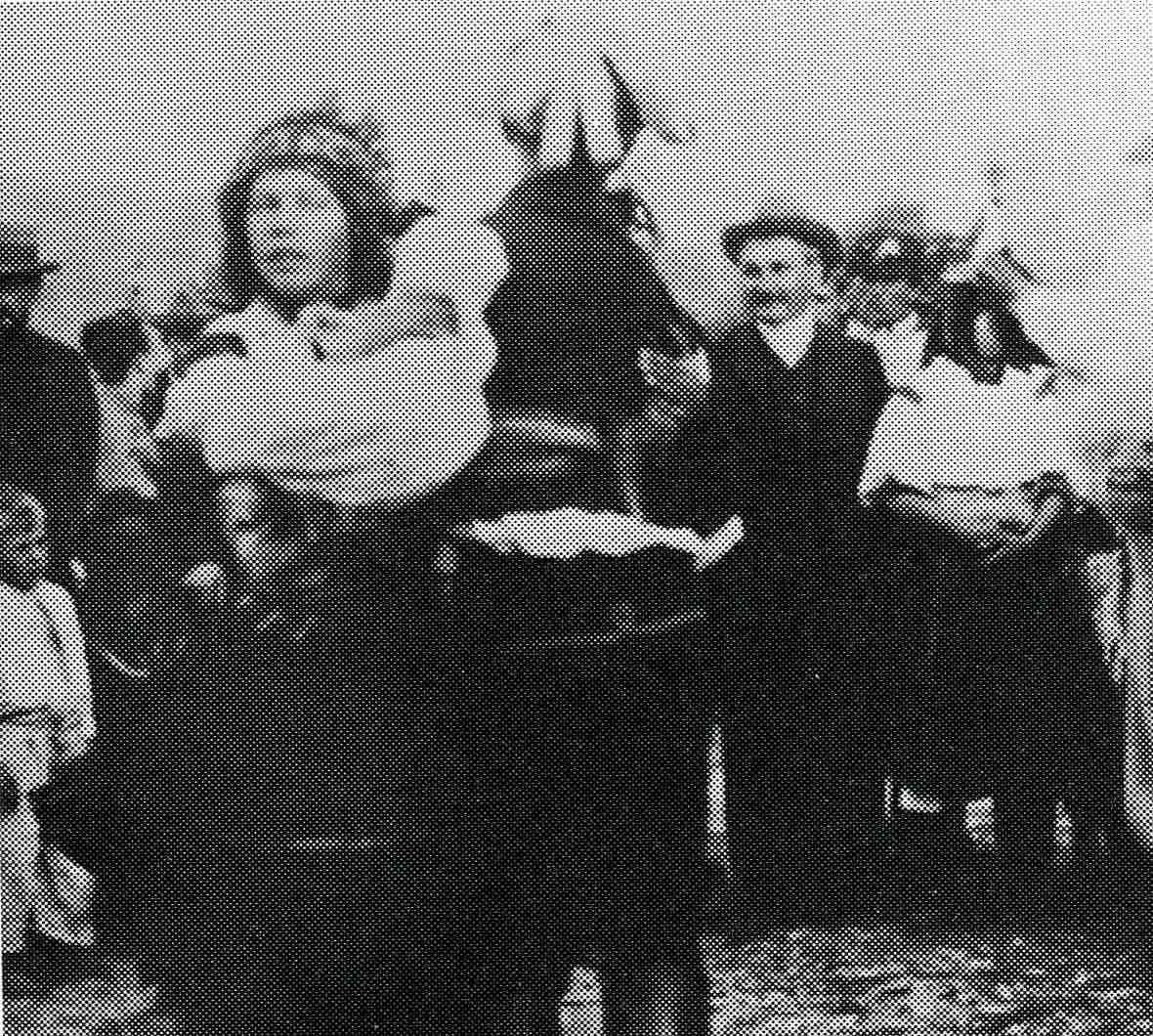
Janáček under insamling av folkmusik den 19 augusti 1906 i Strání.

Janáček kom från ett landskap som karaktäriserades av sina djupa rötter i den folkliga kulturen och som han som ung student studerade under ledning av Pavel Křížkovský. Hans möte med folkloristen och dialektforskaren František Bartoš (1837–1906) var avgörande för hans egen utveckling som folklorist och tonsättare och ledde till deras gemensamma systematiska insamlande av folkmusik. Janáček blev på egen hand en betydande samlare, i synnerhet av sånger från Mähriska Schlesien, Mähriska Slovakien, Valakiet och Slovakien. Från 1879 innehöll samlingarna även transkriberad språklig prosodi. Han var en av organisatörerna bakom den Tjeckisk-Slaviska folkloreutställningen, ett viktigt evenemang i den tjeckiska kulturen vid 1800-talets slut. Från 1905 var han ordförande i den nybildade Arbetsgruppen för tjeckiska nationella folksånger i Mähren och Schlesien, en avdelning inom den österrikiska institutionen Das Volkslied in Österreich (Folkvisan i Österrike), som grundats 1902 av det österrikiska musikförlaget Universal Edition. Janáček var pionjär inom och propagerade för etnografisk fotografering i Mähren och Schlesien. I oktober 1909 kom han över en Edison-fonograf och blev en av de första att använda fonografinspelningar som ett verktyg för folkloristisk forskning. Flera av dessa inspelningar finns bevarade och återutgavs 1998.

## I populärkultur
Janáčeks Sinfonietta spelar en viktig roll i den japanska författaren Haruki Murakamis romantrilogi 1Q84.

## Verk i urval

### Operor
Leoš Janáček räknas som en av de första operatonsättarna som använde prosa i sina libretton i stället för vers. Han skrev också sina egna libretton till de tre sista operorna och hans texter översattes av Max Brod.
- Šárka, libretto av Julius Zeyer (1887)
- Počátek Románu, ”Början av en romans”, libretto av Jaroslav Tichý efter Gabriela Preissová (1894)
- Její pastorkyňa, ”Hennes styvdotter”, mest känd som Jenůfa eller Jenufa, libretto av tonsättaren efter Gabriela Preissová (1904). Urpremiär 21 januari 1904 i Brno, svensk premiär 21 januari 1941 på Kungliga Teatern, Stockholm.[90]
- Osud, ”Ödet”, libretto av Fedora Bartošová (1904)
- Výlety páně Broučkovy, ”Herr Broučeks utflykter”, libretto av Viktor Dyk och František Sarafínský Procházka (1920)
- Káťa Kabanová, ”Katja Kabanova”, libretto av Vincenc Cervinka, efter Aleksandr Ostrovskijs Oväder (1921). Urpremiär 23 november 1921 i Brno, svensk premiär 23 oktober 1976 på Kungliga Teatern, Stockholm.[91]
- Příhody lišky Bystroušky, ”Den listiga lilla räven”, libretto av tonsättaren (1924). Urpremiär 6 november 1924 i Brno, svensk premiär 11 februari 1978 på Stora Teatern, Göteborg.[92]
- Věc Makropulos, ”Testamentet” även benämnt Fallet Makropoulos, libretto av tonsättaren, efter Karel Čapek (1926). Urpremiär 18 december 1926 i Brno, svensk premiär 30 januari 1965 på Kungliga Teatern, Stockholm.[91]
- Z mrtvého domu, ”Döda huset”, libretto av tonsättaren, efter Fjodor Dostojevskijs roman (1927). Urpremiär 12 april 1930 i Brno, svensk premiär 25 februari 1990 på Stora Teatern, Göteborg.[93]

### Vokalmusik

#### Körmusik
- Rákos Rákoczy, balett med sång (1891)
- Hospodine! (Herre förbarma dig) för solokvartett, dubbelkör, orgel, harpa och bleckblåsare (1896)
- Amarus, lyrisk kantat för soli, kör och orkester (1897)
- Otče náš (Fader vår), kantat för tenor, kör, orgel och harpa (1901)
- Elegie na smrt dcery Olgy (Elegi vid dottern Olgas död), kantat för tenor, kör och piano (1903)
- Zdrávas Maria (Ave Maria) för tenor, kör och orgel (1904)
- Messa i Ess-dur för kör och orgel (1907-08), ofullbordad
- Na Soláni čarták (Droben auf der Höhe). Kantate für Männerchor mit Orchester (1911)
- Věcné evangelium (Det eviga evangeliet), legend för soli, kör och orkester (1914)
- Glagolská mše (Glagolitisk mässa), kantat för soli, kör, orkester och orgel (1926)
- Talrika körsatser för manskör, damkör och blandad kör

#### Sånger
- Jarní píseň (Vårsång) (1897; bearbetad 1905)
- Zápisník zmizelého (En försvunnens dagbok), för tenor, alt och tre damstämmor med piano (1917-19)
- Talrika samlingar och bearbetningar av folkvisor.

### Orkestermusik
De tidiga orkesterverken är influerade av den romantiska stilen, i synnerhet Dvořáks musik. I verken efter 1900 fann Janáček ett eget originellare uttryck.
- Suite för stråkar (1877)
- Valakiska danser (1890)
- Mähriska danser (1892)
- Musikantens barn, ballad (1917)
- Taras Bulba, rapsodi (1915–1918)
- Donau, symfoni (1923-28)
- Sinfonietta (1926)
- Själens pilgrimsfärd, fragment ur violinkonsert (1926-27)

### Kammarmusik och övrig instrumentalmusik
- Romans för violin och piano (1879)
- Dumka för violin och piano (1880)
- Violinsonat (1913-21)
- Pohádka (Sagor) för violoncell och piano (1910; omarbetad 1923)
- Presto för violoncell och piano (ca 1910)
- Streichquartett Nr.1 efter Lev Tolstojs novell Kreutzersonaten (1923)
- Streichquartett Nr.2 Intima brev (1928)
- Mládí (Ungdom), svit för blåsarsextett (1924)
- Concertino för piano och kammarensemble (1926)
- Capriccio för piano (vänster hand) och kammarensemble (1926)

#### Pianomusik
Janáček skrev majoriteten av sina pianoverk under en relativt kort period, 1901–1912. Hans ungdomsverk, Zdenkas variationer är pastischer i olika kända tonsättares stilar.
- Zdenčiny variace (Zdenkas variationer). Tema con variazioni (1880)
- Národní tance na Moravě (Mähriska nationaldanser) (1891-93)
- Po zarostlém chodníčku (På en övervuxen stig) (1901-11) (Femton satser delvis komponerade ursprungligen för harmonium.)
- Sonata 1. X. 1905 „Z ulice“ (Sonat 1. X. 1905 ”Från gatan”) (1905)
- V mlhách (I dimman) (1912)
- Vzpomínka (Minne) (1928)